# Fenerbahçe (wijk)

De districten van Istanbul. Kadıköy is rood gekleurd.

Fenerbahçe is een wijk in het district Kadıköy van de provincie Istanbul, Turkije. Fenerbahçe ligt in het Aziatische gedeelte van Istanboel, aan de Zee van Marmara. In de tijd van het Ottomaanse Rijk heette de wijk Kalamış. Men begon de wijk Bağçe-i Fener te noemen, nadat in 1562 een vuurtoren in de wijk werd gebouwd (een vuurtoren is in het Turks fener, en bahçe betekent tuin). Sportclub Fenerbahçe SK is naar deze vuurtoren (met de tuin van kamillebloemen eromheen) en de wijk zelf vernoemd. In deze wijk worden traditioneel veel sporttakken (bijvoorbeeld ook wedstrijdzeilen) beoefend. Het stadion van Fenerbahçe, Şükrü Saracoğlu Stadion, bevindt zich wel in het district Kadıköy, maar niet in de wijk Fenerbahçe. Het stadion is gebouwd in buurwijk Kızıltoprak.